# Новые Шуры
Новые Шуры (рум. Șurii Noi, Шурий Ной) — село в Дрокиевском районе Молдавии. Наряду с селом Шуры входит в состав коммуны Шуры.

## География
Село расположено на высоте 163 метров над уровнем моря.

## Население
По данным переписи населения 2004 года, в селе Новые Шуры проживает 650 человек (327 мужчин, 323 женщины).
Этнический состав села:
| Национальность | Число жителей | Процентный состав |
| -------------- | ------------- | ----------------- |
| молдаване      | 635           | 97.69             |
| украинцы       | 8             | 1.23              |
| русские        | 5             | 0.77              |
| прочие         | 2             | 0.31              |
| Всего          | 650           | 100%              |